# 大众CC

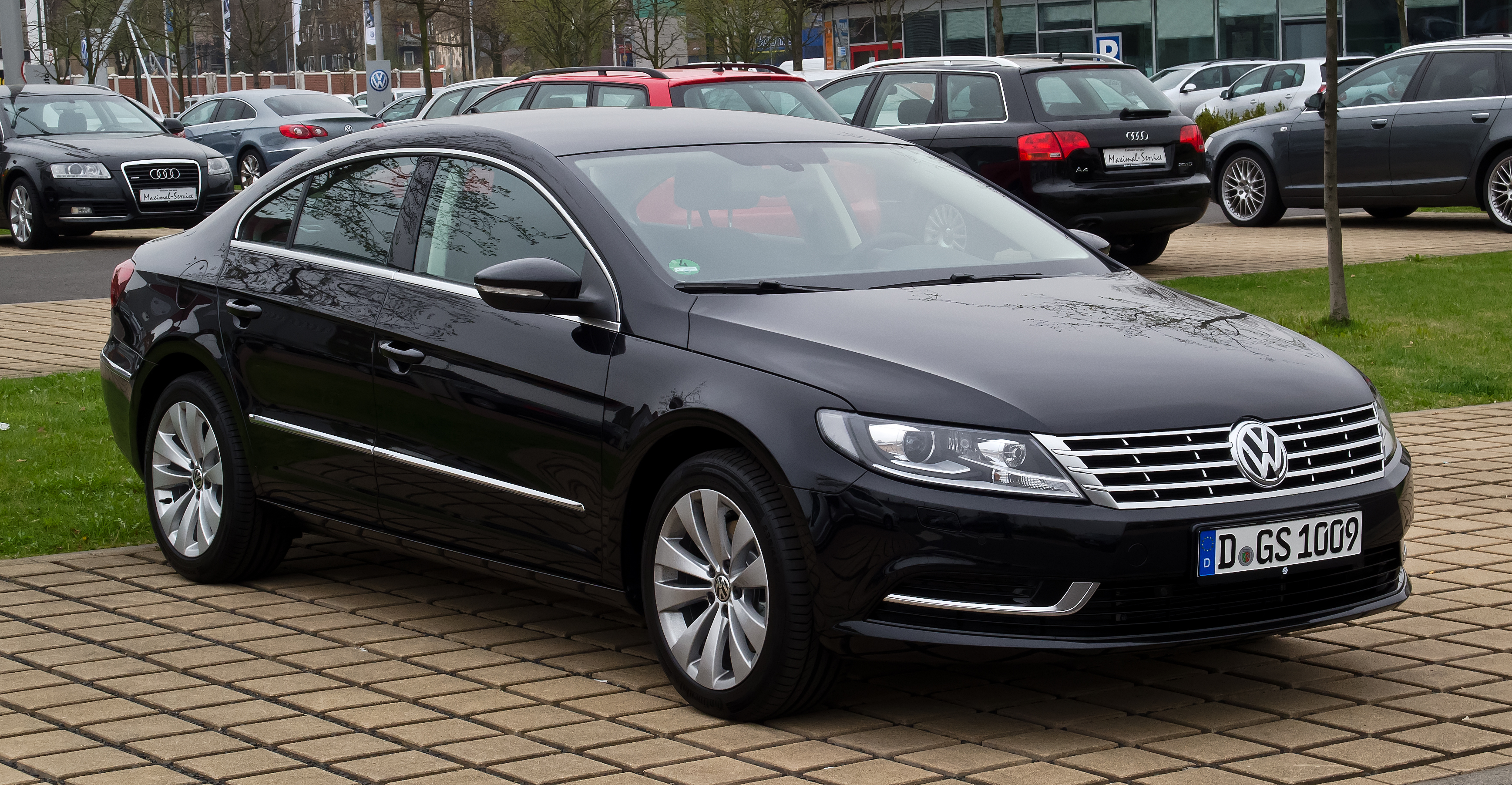
2012款大众CC

大众CC （英語：Volkswagen CC，初代车型名为Volkswagen Passat CC）是大众汽车出品的一款四门紧凑型行政車，其由大众帕萨特演变而来。这款车型牺牲了头部空间和载货空间换取了类似于轿跑车的外形和宽阔的车顶线。CC于2008年1月在底特律举行的北美国际车展上首次亮相，大众称，CC这个名字代表的是“Comfort Coupe”，首款车型为2009款，其最后于2017年停产。之后被大众Arteon取代，但在中国大陆由一汽大众销售的Arteon车型仍然沿用了大众CC的名字。